# Softfocus
Softfocus is een techniek uit de fotografie waarbij het beeld opzettelijk enigszins onscherp wordt gemaakt. Een manier om dit te bereiken is door wat vaseline op de lens aan te brengen. Het is af te raden om de vaseline rechtstreeks op de cameralens aan te brengen. Beter kan dit op een UV-filter of een neutrale beschermingslens worden gedaan, die voor de cameralens wordt geschroefd. Zo blijft de cameralens zelf schoon.
Er bestaan ook speciale filters met softfocus-effect, die voor de lens kunnen worden gezet. Er is keuze uit verschillende softfocus-effectfilters, die ieder hun eigen karakteristiek hebben. Met digitale fotobewerking kan ook een softfocus-effect worden aangebracht op een digitale foto. 
Met softfocus wordt bereikt dat de foto een wat zachtere uitdrukking heeft. Dit wordt vooral toegepast bij portretten, omdat de softfocus de geportretteerde flatteert, doordat onregelmatigheden op de huid daarmee worden verzacht.
David Hamilton is een fotograaf die bekend werd met zijn softfocus meisjesportretten.